# Monika Chabior
Monika Chabior (* 1980 in Danzig, Polen) ist eine polnische Soziologin und Kommunalbeamtin. Sie ist seit Dezember 2020 stellvertretende Stadtpräsidentin für Bildung und soziale Dienste von Danzig.

## Leben
Chabior absolvierte bis 2004 ein Studium an der Universität Danzig. Einen Abschluss in Projektmanagement erhielt sie 2009. Chabior gehörte zu dem Team, das die Fußball-Europameisterschaft 2012 vorbereitete. Im Oktober 2020 war sie Mitorganisatorin des Frauenstreiks (#PuckiStrajkKobiet) in Puck, der mit den landesweiten Protesten gegen die Verschärfung der Abtreibungsgesetze in Polen in Zusammenhang stand.
Nachdem Piotr Kowalczuk Ende November 2020 überraschend von der Position des stellvertretenden Stadtpräsidenten zurückgetreten war, wurde Chabior zum ersten Dezember 2020 seine Nachfolgerin.

## Schriften
- Übersetzerin mit Joanna Godek, Agnieszka Kołaczyńska: Pierwsze kroki. Jak uczyć o prawach człowieka. Amnesty International w Polsce, 1998.